# Thelypteris erythrothrix
Thelypteris erythrothrix är en kärrbräkenväxtart som beskrevs av Alan Reid Smith. Thelypteris erythrothrix ingår i släktet Thelypteris och familjen Thelypteridaceae. Inga underarter finns listade.